# HIP1R
HIP1R‏ (Huntingtin interacting protein 1 related) هوَ بروتين يُشَفر بواسطة جين HIP1R في الإنسان.